# Soïotes
Cet article concerne le peuple soïote. Pour la langue soïote, voir Soïote.
Les Soïotes sont un groupe ethnique de Russie.